# 桑原龍秋
桑原 龍秋（くわばら たつあき）は、戦国時代から江戸時代にかけての武将。毛利氏の家臣で、長州藩士。毛利水軍に所属した。

## 生涯
桑原龍秋の生年や出自等は不明であるが、毛利水軍に所属して尼子氏や大友氏との戦い等で武功を上げ、度々感状を与えられている。
天文23年（1554年）6月5日の折敷畑の戦いで武功を挙げる。天文24年（1555年）6月8日、宮尾城の防備を巡視するため、毛利元就が安芸国佐伯郡大野浦から厳島へ渡海する途上、陶晴賢麾下の桑原隆祐らの軍船3隻が元就が乗る船に迫った。これに対し、龍秋や金山次郎五郎らが奮戦して防ぎ、龍秋は敵1人を討ち取った。そこに乃美宗勝や飯田義武らが救援にかけつけ、飯田義武が桑原隆祐を討ち取った。桑原隆祐の戦死により陶の軍船は敗走したが、毛利水軍の追撃によって水夫や舵手に至るまでことごとく討ち取られた。
弘治3年（1557年）に防長経略が完了した後、児玉就方が龍秋の数年来の働きを元就に申し上げ、龍秋には安芸国佐東郡五ヶ村の内に3貫目の給地が与えられる。その後、永禄4年（1561年）までに「惣左衛門尉」を名乗った。
永禄4年（1561年）7月14日、豊前国門司において大友軍の攻撃を退けた。この時の龍秋の武功を小原隆言は元就と市川経好に報じている。同年10月26日に大友軍が小早川隆景の守る門司城を再び攻撃すると、児玉就方が率いる毛利水軍は隆景を援護し、大友軍を退けた。この戦いでは、小早川隆景麾下では井上春忠が特に武功をたて、毛利水軍では龍秋のほかに大多和就重、桑原元勝、弘中就慰、沓屋通種、石井左馬允、川野弥三郎、川野七郎左衛門、黒川兵部丞、手島又五郎、矢野弓助らが手柄を立てた。
永禄6年（1563年）11月、尼子氏の兵糧船数十隻が月山富田城へ兵糧を運び入れるために因幡国や但馬国を発ったとの報を受けた元就は児玉就方、飯田義武、山県就知、大多和就重ら毛利水軍の将に命じ、兵船数百艘をもって出雲国島根郡美保関から伯耆国会見郡弓浜までの海上を封鎖した。さらに福原貞俊を首将とする陸兵に飛落元吉率いる200人の鉄砲隊を付けて弓浜に派遣し、尼子軍の輸送船の上陸に備えた。この動きを見た尼子義久は2000余の精兵を弓浜に出陣させて11月15日夜半に福原貞俊の軍に夜襲を仕掛け、兵粮船の上陸を援護しようとした。福原貞俊はこれを迎え撃ち、毛利水軍も海上から応援に駆け付けた。この時龍秋は、児玉就方、大多和就重、飯田義武、豊島又五郎らと共に尼子軍を攻撃し、敵兵を討ち取る武功をあげている。
元亀元年（1570年）10月13日、児玉就英率いる毛利水軍は、出雲国島根郡本庄の海上において尼子勝久の軍と戦い、3隻を鹵獲した。この時龍秋は尼子氏の家人である京僧余一を討ち取った。
天正6年（1578年）11月7日、安芸国佐東郡五ヶ村の内に1町2反の田地と畠1段大等が、毛利輝元から嫡男の鶴寿（後の就秋）に給地として与えられる。天正19年（1591年）、輝元により給地替えが行われ、輝元は張元至に命じて龍秋に30貫の地を与えた。
慶長12年（1607年）6月8日に死去。嫡男の就秋が後を継いだ。